# فيتالي غروتشاك
فيتالي غروتشاك (بالرومانية: Vitalie Grușac)‏ (مواليد 11 سبتمبر 1977) هو ملاكم مولدافي، مثّل بلاده في الألعاب الأولمبية الصيفية في دورات 2000 و2004 و2008.

## روابط خارجية
فيتالي غروتشاك على موقع بوكس ريك (الإنجليزية) (registration required)
- فيتالي غروتشاك على موقع اللجنة الأولمبية الدولية (الإنجليزية)
- فيتالي غروتشاك على موقع أوليمبيديا (الإنجليزية)